# جاش براونهیل
جاش براونهیل (انگلیسی: Josh Brownhill؛ زادهٔ ۱۹ دسامبر ۱۹۹۵) بازیکن فوتبال اهل بریتانیا است.
از باشگاه‌هایی که در آن بازی کرده‌است می‌توان به باشگاه فوتبال بارنزلی و باشگاه فوتبال پرستون نورث اند اشاره کرد.